# 景平站
景平站位於台灣新北市中和區，為台北捷運營運中的環狀線第一階段的捷運車站，站體高度33.5公尺，為環狀線建物最高者。

## 車站概要

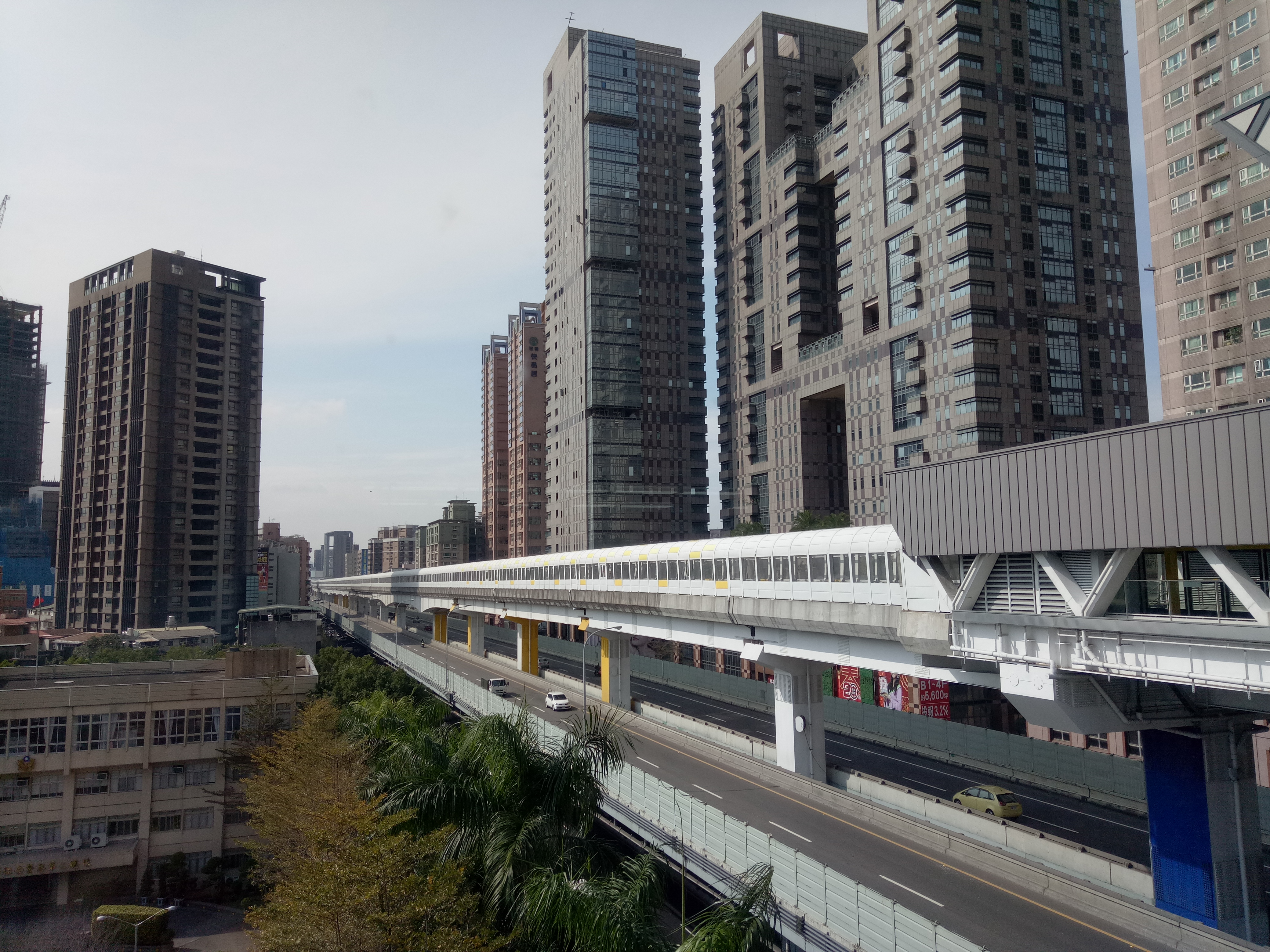
景平站月台層所見台北捷運環狀線及台64線快速道路。左下角為內政部警政署保安警察第二總隊總隊部

本站位於景平路上內政部警政署保安警察第二總隊總隊部前，車站編號為Y10。

## 車站構造
。本站為高架車站，設有1處出入口。

### 車站樓層
| 地上 五樓          | 天橋層                                                            | 月台連絡天橋 |
| 地上 四樓          |                                                                   |              |
| 側式月台，右側開門 |                                                                   |              |
| 一月台             | ← 環狀線 往新北產業園區方向（Y11 景安站）                         |              |
| 二月台             | 環狀線 往大坪林方向（Y09 秀朗橋站）→                              |              |
| 側式月台，右側開門 |                                                                   |              |
| 大廳層 （接2月台） | 車站大廳、詢問處、自動售票機、驗票閘門 販賣店、洗手間（付費區外） |              |

| 地面 | 地面層 | 出入口 |

### 車站出口
| 出入口                             | 圖片 | 位置   |
| ---------------------------------- | ---- | ------ |
| 單一出入口 · 設有電梯 · 設有手扶梯 |      | 景平路 |
| 註： 設有電梯 \| 設有手扶梯        |      |        |

## 歷史
- 2019年10月25日：臺北市政府辦理環狀線第一階段初勘作業。
- 2020年1月5日：交通部辦理環狀線第一階段履勘作業。
- 2020年1月19日：環狀線「新北產業園區—大坪林」段開放試營運，試乘時間為上午10點至下午4點[6][7]。
- 2020年1月31日：景平站隨著環狀線「新北產業園區—大坪林」段正式通車而啟用[8][3][4]。
- 2020年6月17日：景平站土地開發案由《將捷建設》得標。[9]
- 2020年9月21日：景平站土地開發案舉辦簽約儀式，將接續目前通車的景平站出入口，興建地上12層、地下3層，總樓地板面積約2200坪的住商大樓[10]。
- 2023年1月31日：環狀線西環段（新北產業園區站-大坪林站）交回新北捷運公司營運[11]。
- 2024年4月3日：因發生花蓮大地震，本站環狀線車站隨環狀線全線停駛[12]。
- 2024年4月7日：本站環狀線車站隨「中和－大坪林」段搶通恢復營運，班距約10分鐘一班[13]。
- 2024年12月12日：「板新－中原」段修復並測試完成，全線於當日12時恢復正常營運。

## 利用狀況
| 年   | 年間      | 年間      | 年間      | 年間   | 單日平均 | 單日平均 |
| 年   | 上車      | 下車      | 上下車計  | 來源   | 上車     | 上下車   |
| ---- | --------- | --------- | --------- | ------ | -------- | -------- |
| 2020 | 1,000,020 | 1,108,423 | 2,108,443 | [ 14 ] | 2,874    | 6,059    |
| 2021 | 918,793   | 1,016,656 | 1,935,449 | [ 14 ] | 2,517    | 5,302    |
| 2022 | 1,096,038 | 1,196,667 | 2,292,705 | [ 14 ] | 3,002    | 6,281    |

## 車站周邊
- 內政部警政署保安警察第二總隊總隊部（現地進行公辦都更）
- 新北市私立智光高級商工職業學校
- 智光黃昏市場
- 新北市中和區秀山國民小學
- 摩天東帝市
  - 大潤發景平店
- 中和之星大廈 (位於本站與景安站間)
- 新北市公共自行車租賃系統
  - 捷運景平站
  - 捷運景平站(景平路278巷口)
- 流浪動物之家基金會 (位於本站與秀朗橋站間)
- 臺灣電視公司中和攝影棚

## 公車資訊
| 編號      | 經營業者            | 區間                 | 備註               |
| --------- | ------------------- | -------------------- | ------------------ |
| 241       | 臺北客運            | 中和－博愛路         | 屬於新北市區公車。 |
| 254       | 欣欣客運            | 大鵬新村－民生社區   |                    |
| 254區間車 | 欣欣客運            | 大鵬新村－捷運公館站 | 例假日停駛。       |
| 275       | 臺北客運            | 宏國科大－松山機場   | 屬於新北市區公車。 |
| 672       | 欣欣客運            | 大鵬新村－民生社區   |                    |
| 672區間車 | 欣欣客運            | 大鵬新村－捷運公館站 | 例假日停駛。       |
| 793       | 臺北客運            | 樹林－動物園         | 屬於新北市區公車。 |
| 796       | 臺北客運            | 木柵－中和           | 屬於新北市區公車。 |
| 933       | 中興巴士 指南客運   | 三重－動物園         | 屬於新北市區公車。 |
| 982       | 首都客運 大都會客運 | 新莊－新店           | 屬於新北市區公車。 |
| F513      | 新北市新巴士        | 灰瑤－秀山站         | 屬於新北市區公車。 |
| 綠2左     | 欣欣客運            | 景美女中－中永和     | 屬於新北市區公車。 |
| 綠2右     | 欣欣客運            | 景美女中－中永和     | 屬於新北市區公車。 |
| 綠3       | 新店客運            | 花園新城－中和       | 屬於新北市區公車。 |
| 綠6       | 新店客運            | 美之城－中和         | 屬於新北市區公車。 |
| 綠8       | 新店客運            | 台北小城－中和       | 屬於新北市區公車。 |
| 通勤12    | 大都會客運          | 中和－台北市政府     |                    |

## 腳註

### 來源資料
1. ↑  環狀線通車典禮 侯友宜要邀這4人，聯合報，2020-01-22 13:40。
2. ↑  . 卞金峰. 中央社. 2020-01-21  [2020-01-21]. （原始内容存档于2020-02-26）.
3. 1 2  捷運環狀線1/31通車 一張圖看懂哪8站可以轉乘 （页面存档备份，存于），自由時報，2020-01-21 16:49:13。
4. 1 2  新北環狀線 1月31日通車營運，新北環狀線免費試乘3日，吸引超過11萬人試乘 （页面存档备份，存于），翻爆，2020-01-24。
5. ↑  . 臺北大眾捷運股份有限公司. 2021-01-15.
6. ↑  新北捷運環狀線 19日起免費試乘 （页面存档备份，存于），Yahoo奇摩新聞，2020年1月17日 上午2:26。
7. ↑  捷運新北環狀線 19日起免費試乘 （页面存档备份，存于），自由時報，2020-01-17 05:30:00。
8. ↑  . 卞金峰. 中央社. 2020-01-21  [2020-01-21]. （原始内容存档于2020-02-26）.
9. ↑  公告「新北環狀線景平站土地開發案」最優申請人 （页面存档备份，存于），新北市政府市政公告，2020-06-17
10. ↑  . 中央社. 2021-06-27  [2020-09-02]. （原始内容存档于2021-06-29）.
11. ↑  葉德正、楊亞璇. . 中時新聞網. 2022-06-07  [2022-06-07]. （原始内容存档于2022-06-15） （中文）.
12. ↑  高華謙. . 中央社. 2024-04-03  [2024-04-08]. （原始内容存档于2024-04-04）.
13. ↑  高華謙. . 中央社. 2024-04-07  [2024-04-08]. （原始内容存档于2024-04-12）.
14. ↑  . 臺北市交通統計資料庫查詢系統. 2021-02-04  [2022-06-25]. （原始内容存档于2020-11-28）.

## 外部連結
- 臺北大眾捷運股份有限公司 （页面存档备份，存于）
- 臺北市政府捷運工程局 （页面存档备份，存于）
- 景平站位置圖（台北捷運公司）
- 景平站車站剖面相關位置圖（台北捷運公司）